# Бёдан, Франсуа Сюльпис
Франсуа Сюльпис Бёдан (фр. François Sulpice Beudant; 5 сентября 1787, Париж — 10 декабря 1850, Париж) — французский геолог и минералог; член Французской и Венгерской академий наук.

## Биография
Франсуа Сюльпис Бёдан родился 5 сентября 1787 года в городе Париже.
Посещал высшую политехническую и высшую нормальную школы французской столицы.
В 1811 году был назначен профессором математики в авиньонском лицее, затем профессором физики в Марселе, и наконец помощником директора минералогической коллекции Людовика XVIII, причем он одновременно читал лекции по минералогии в Парижском университете.
В 1824 году Ф. Бёдан был избран учёным сообществом в члены Французской академии наук.
Франсуа Сюльпис Бёдан скончался 10 декабря 1850 года в родном городе, занимая на тот момент должность главного инспектора университета.
Учёный оставил после себя труды по многим отраслям минералогических знаний, но главным (по мнению авторов «ЭСБЕ») его произведением считается «Essai d’un cours élémentaire et général des sciences physiques» (Париж, 1828), распадающееся на две части: «Traité élémentaire de physique» и «Traité élémentaire de minéralogie».
Как самостоятельный исследователь Франсуа Бёдан известен по своим изысканиям над соотношением кристаллической формы к химическому составу, по исследованиям факта — могут ли морские моллюски жить в пресной воде, равно как по многочисленным определениям удельного веса и производству химических анализов минеральных тел.
В честь учёного был назван минерал бёдантит.